# Neolasioptera viburnicola
Neolasioptera viburnicola är en tvåvingeart som först beskrevs av Beutenmuller 1907.  Neolasioptera viburnicola ingår i släktet Neolasioptera och familjen gallmyggor.
Artens utbredningsområde är Connecticut. Inga underarter finns listade i Catalogue of Life.